# Karmrashen (Aragatsotn)
Pour les articles homonymes, voir Karmrashen.
Karmrashen (en arménien Կարմրաշեն ; jusqu'en 1946 Krmzlu) est une communauté rurale du marz d'Aragatsotn, en Arménie. Elle compte 517 habitants en 2009.